# Легдеельвен
Легдеельвен (швед. Lögdeälven) — лісова річка на півночі Швеції, у південно-східній частині лену Вестерботтен. Довжина річки становить 200 км   (204 км),  площа басейну  — близько 1610 км².   (1602,2 км²  1608,2 км² ). Середня річна витрата води — 18,5 м³/с, мінімальна витрата води на день — 1,7 м³/с. 

## Географія
Річка Легдеельвен бере початок від озера Греншен (швед.  Gransjön), розташованого у східній частині комуни Вільгельміна  на висоті 496,9 м над рівнем моря.  За іншими даними, джерела річки розташовані вище озера Греншен — на висоті 526 м над рівнем моря.  Річка тече у напрямку з північного заходу на південний схід. Впадає у фьорд Нордмалінгсфьєрден (швед. Nordmalingsfjärden) і через нього — у Ботнічну затоку Балтійського моря.    
Річка утворює кілька водоспадів і порогів. 
Більшу частину басейну річки — 82 % — займають ліси. Болота й озера займають відповідно 12,5 % та 3,8 % площі басейну. Сільськогосподарські угіддя займають 1% площі басейну, причому вони розташовані у нижній частині течії. 
У річку на нерест на відстань до 100 км заходить лосось і пструг. Легдеельвен є однією з небегатьох шведських річок балтійського басейну, на якій немає гідроелектростанцій, що сприяє проходу риби на нерест на велику відстань. Будівництво ГЕС на Легдеельвен заборонено Шведським кодексом про навколишнє середовище. Природною перешкодою для проходу риби на нерест був водоспад Фелльфорсен (швед. Fällforsen), розташований на відстані 45 км від гирла річки. 1992 року на водоспаді було побудовано рибопропускні споруди, після чого відстань на яку заходить риба була збільшена до 100 км — до озера Стурлегдашен (швед. Storlögdasjön) і дещо далі. 